# Kap (geografi)
 For alternative betydninger, se Kap. (Se også artikler, som begynder med Kap)
Indenfor geografien et et kap et meget stort næs eller forbjerg, der strækker sig ud i en vandmasse, normalt havet. Et kap repræsenterer normalt en meget kraftig forandring i kystlinjen, hvilket gør det sårbart overfor naturlig erosion fra eksempelvis tidevand.
Eksempler på kendte kap er Kap Det Gode Håb, Kap Farvel, Cape Cod og andre.